# Gołańcz Pomorska (gromada)
Gołańcz Pomorska (od 31 XII 1959 Trzebiatów) – dawna gromada, czyli najmniejsza jednostka podziału terytorialnego Polskiej Rzeczypospolitej Ludowej w latach 1954–1972.
Gromady, z gromadzkimi radami narodowymi (GRN) jako organami władzy najniższego stopnia na wsi, funkcjonowały od reformy reorganizującej administrację wiejską przeprowadzonej jesienią 1954 do momentu ich zniesienia z dniem 1 stycznia 1973, tym samym wypierając organizację gminną w latach 1954–1972.
Gromadę Gołańcz Pomorska z siedzibą GRN w Gołańczy Pomorskiej utworzono – jako jedną z 8759 gromad na obszarze Polski – w powiecie gryfickim w woj. szczecińskim na mocy uchwały nr V/43/54 WRN w Szczecinie z dnia 5 października 1954. W skład jednostki weszły obszary dotychczasowych gromad Gołańcz Pomorska, Gosław (bez PGR-u Gosław) i Siemidarżno ze zniesionej gminy Gołańcz Pomorska oraz obszar lasów państwowych "Trzebiatowski Las" z miasta Trzebiatów w tymże powiecie. Dla gromady ustalono 10 członków gromadzkiej rady narodowej.
31 grudnia 1959 do gromady Gołańcz Pomorska włączono miejscowości Gąbin, Mirosławice i Lewice ze zniesionej gromady Gąbin w tymże powiecie, po czym gromadę Gołańcz Pomorska zniesiono, przenosząc siedzibę GRN z Gołańczy Pomorskiej do Trzebiatowa i zmieniając nazwę jednostki na gromada Trzebiatów.